# Dendropsophus amicorum
Dendropsophus amicorum o rana arborícola de Socopó es una especie de anfibios de la familia Hylidae. Es endémica de Venezuela.
Su hábitat natural son los montanos secos. Está amenazada de extinción por la destrucción de su hábitat natural.